# Амрулла Салех
Амрулла Салех (дарі امرالله صالح, нар. 15 жовтня 1972) — афганський політик, виконувач обов'язків президента Афганістану (з 17 серпня 2021). У серпні 2021 очолив панджшерський опір Талібану.
17 серпня 2021 року проголосив себе виконувачем обов'язків президента Афганістану відповідно до конституції країни. Раніше був п'ятим першим віцепрезидентом Афганістану з 2020 року, міністром МВС Афганістану (2018 та 2019), головою Національного управління безпеки (NDS) з 2004 року до своєї відставки 2010 року.
До того як очолити афганську розвідку, був членом Північного альянсу Ахмада Шаха Масуда. 1997 року Салеха було призначено Масудом керувати відділом зв'язку Північного альянсу в посольстві Афганістану в Душанбе, Таджикистан, для зв'язку з міжнародними неурядовими (гуманітарними) організаціями та розвідувальними органами. Після звільнення з NDS 2010 року Салех створив продемократичний та антиталібанський рух під назвою Basej-e Milli (Національна мобілізація) та Green Trend.
У березні 2017 року Президент Ашраф Гані призначив його міністром із державних реформ з питань безпеки. У грудні 2018 року він був призначений міністром внутрішніх справ. 19 січня 2019 року подав у відставку з посади міністра МВС, щоб приєднатися до виборчої групи Ашрафа Гані, призначений першим віцепрезидентом Афганістану.
Після падіння Кабула під натиском талібів і втечі Гані з країни, Салех поїхав до Панджширської ущелини, де проголосив себе тимчасовим президентом Афганістану і оголосив про створення фронту проти талібів разом з Ахмадом Масудом і Міністром оборони Бісмілла Хан Мохаммаді.

## Кар'єра
1990 року, щоб уникнути призову до афганської армії, яку підтримувала СРСР, Салех приєднався до опозиційних сил моджахедів. Він пройшов військову підготовку в сусідньому Пакистані і воював під командуванням Ахмада Шаха Масуда.
Наприкінці 1990-х був членом Північного альянсу (також відомого як Об'єднаний фронт) і боровся проти експансії талібів. 1997 року призначений Масудом керівником відділу міжнародного зв'язку Об'єднаного фронту при Посольстві Афганістану в Душанбе, де виконував обов'язки координатора гуманітарних організацій та партнера для зв'язку з іноземними розвідувальними агентствами.
У жовтні 1996 року Салех організував зустріч між Муту Кумаром та Ахмадом Шахом Масудом, щоб отримати допомогу з Нью-Делі.
Після нападів 11 вересня 2001 р. у США Салех брав участь у операціях розвідки Об'єднаного фронту на місцях під час повалення режиму талібів.

### Національне управління безпеки
Після утворення Ісламської Республіки Афганістан у грудні 2004 року президент Хамід Карзай призначив Салеха головою Національного управління безпеки (NDS). Салех ініціював структурні реформи та допоміг відбудувати афганську розвідувальну службу. Салех і колишній міністр МВС Ханіф Атмар розглядалися міжнародною спільнотою як двоє найкомпетентніших членів кабінету міністрів афганського уряду. Західний експерт з питань безпеки сказав The Guardian, що обидва вони займалися очисткою від корупції.
2005 року Салех залучив кількох агентів НДС, які проникли в райони племен Пакистану для пошуку Бен Ладена та інших ватажків Аль-Каїди та Талібану, але було встановлено, що бен Ладена в цьому районі не було. У 2006 році Салеху було надано докази того, що бен Ладен проживав у великій заселеній місцевості Пакистану, всього за 30 км від міста Абботтабад, в Пакистані. Він поділився інформацією з колишнім президентом Пакистану Первезом Мушаррафом, який не вжив жодних заходів.
Після того, як Салех направив агентів, що володіли мовою пушту, проникнути в операції талібів у Пакистані, NDS зібрала інформацію про житло бойовиків, мечеті, підприємства та сім'ї. Навесні 2006 року Салех провів численні бесіди з командирами талібів, і вирішив, що Міжвідомча розвідка Пакистану почала збільшувати допомогу бойовикам. На підставі доказів Салех передбачив, що до 2009 року Талібан здійснить напади на великі південні міста та почне повноцінне повстання.
Після президентських виборів 2009 року в Афганістані погляди президента Карзая на проблеми безпеки змінилися. Це вплинуло на робочі відносини між президентом Афганістану та деякими міністрами його кабінету, включаючи начальника розвідки. Салех сказав: «Карзай вважав, що демократія завдала йому шкоди. Його сім'я була несправедливо атакована ЗМІ, і Захід несправедливо його критикував. Після президентських виборів він змінився». Відтоді Салех та Атмар ставали все більш ізольованими в адміністрації Карзая.
Наприкінці березня 2010 року президент Обама відвідав Кабул, щоб звернутися до афганського кабінету міністрів та відновити зв'язки з Хамідом Карзаєм. Обама говорив про прихильність США до Афганістану.

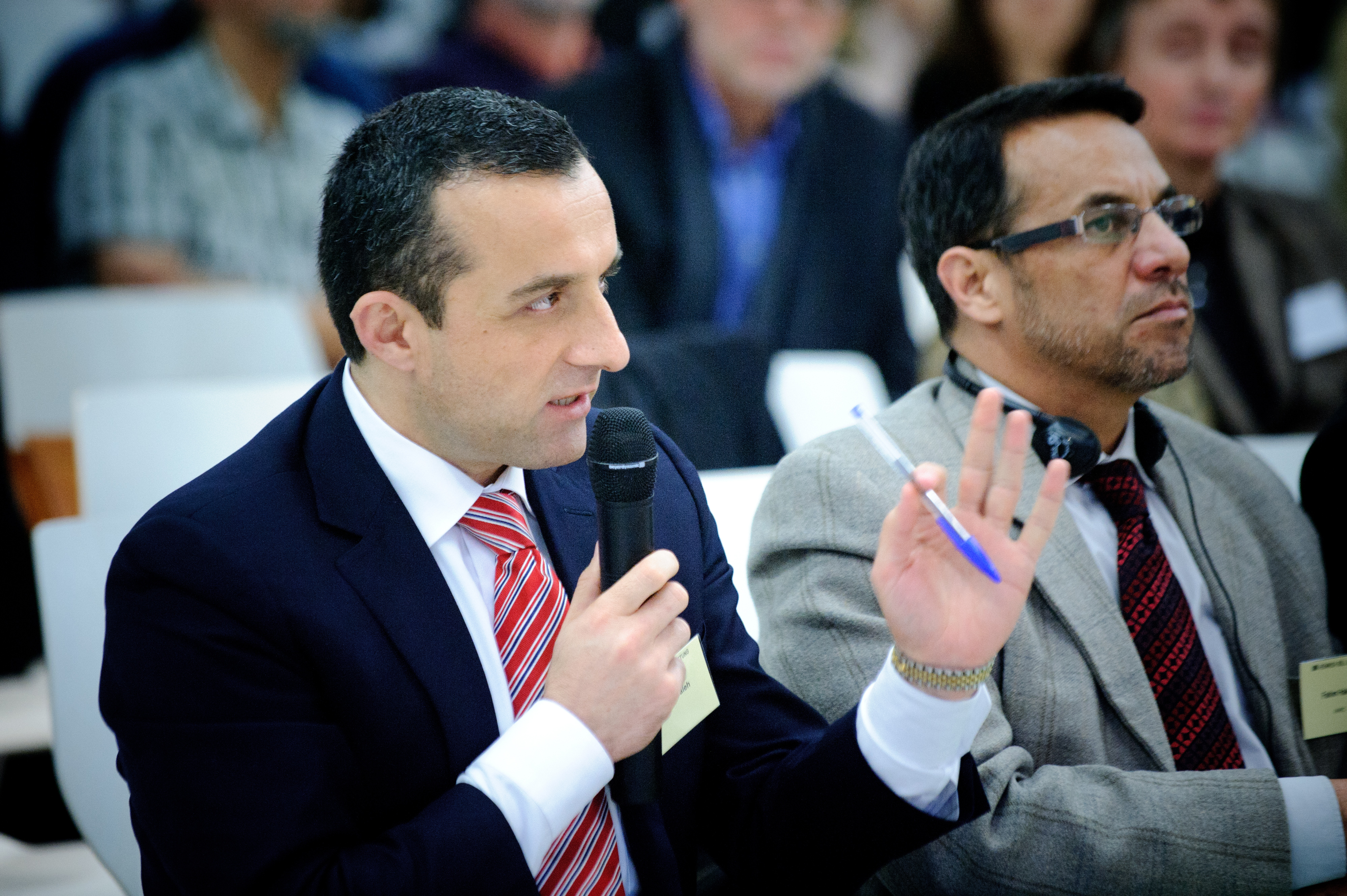
Амрулла Салех на міжнародній конференції в кінці 2011 року

На початку 2010 року невідомий афганець звернувся до служби безпеки та заявив, що представляє старшого командувача талібів Муллу Ахтара Мухаммада Мансура. Передавши лист, нібито написаний Мансуром, він сказав, що Мансур зацікавлений почати переговори. Люди Салеха почали перевірку цієї людини, але дійшли висновку, що цей лист був несправжнім, тож закрили справу. Чоловік звернувся до інших урядових установ Афганістану. Цей афганець, що жив у Пакистані, де базується керівництво Талібану, згодом провів три зустрічі з представниками НАТО та Афганістану, також зустрівся з президентом Карзаєм у президентському палаці. Наприкінці 2010 року виявилося, що «представник» Мансура був самозванцем, про що й попереджав Салех.
6 червня 2010 року Салех подав у відставку з NDS, а Атмар подав у відставку з посади міністра МВС після нападу бойовиків на Афганську мирну джиргу, хоча нападників було заарештовано, а теракт пройшов без жертв. За кілька днів після джирги Карзай викликав Атмара і Салеха для обговорення нападу, після зустрічі обидва чоловіків офіційно подали у відставку. Ця відставка викликала занепокоєння серед афганських експертів.

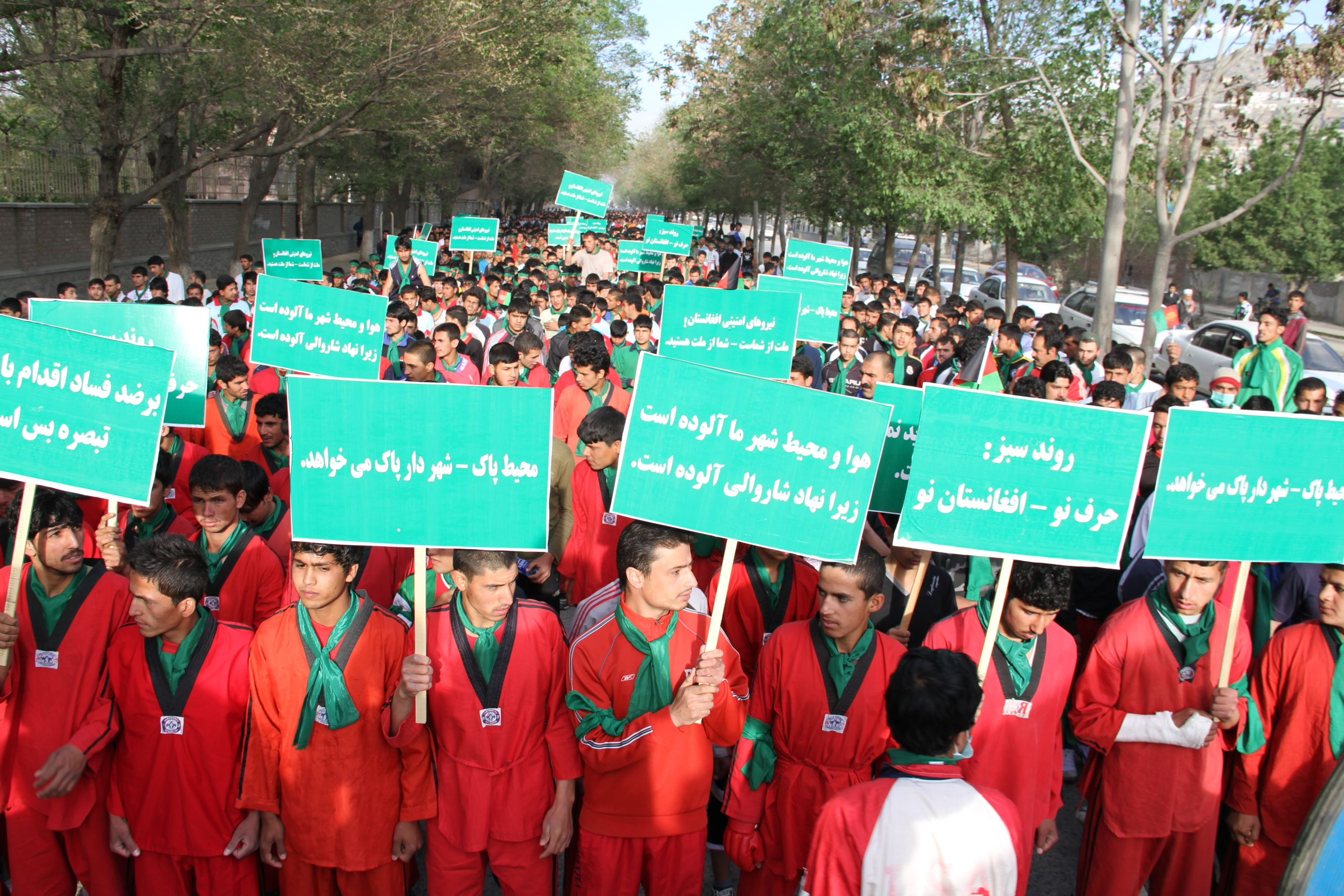
Мітинг руху «Афганський зелений тренд» у Кабулі в травні 2013 року

### Після відставки
2011 року Салех почав мирну кампанію, щоб попередити, що Хамід Карзай втратив силу у боротьбі з талібами й намагається досягти компромісу, який може коштувати демократії, стабільності та прав людини, особливо жінок. Він критикував політику Карзая, яку назвав «фатальною помилкою та рецептом громадянської війни».
Салех заснував Базедж-е Міллі (Національний рух), також відомий як «Афганський зелений тренд» — політичний рух, який успішно зарекомендував себе у країні. У травні 2011 року маса послідовників взяла участь у демонстрації проти талібів у столиці Кабулі.

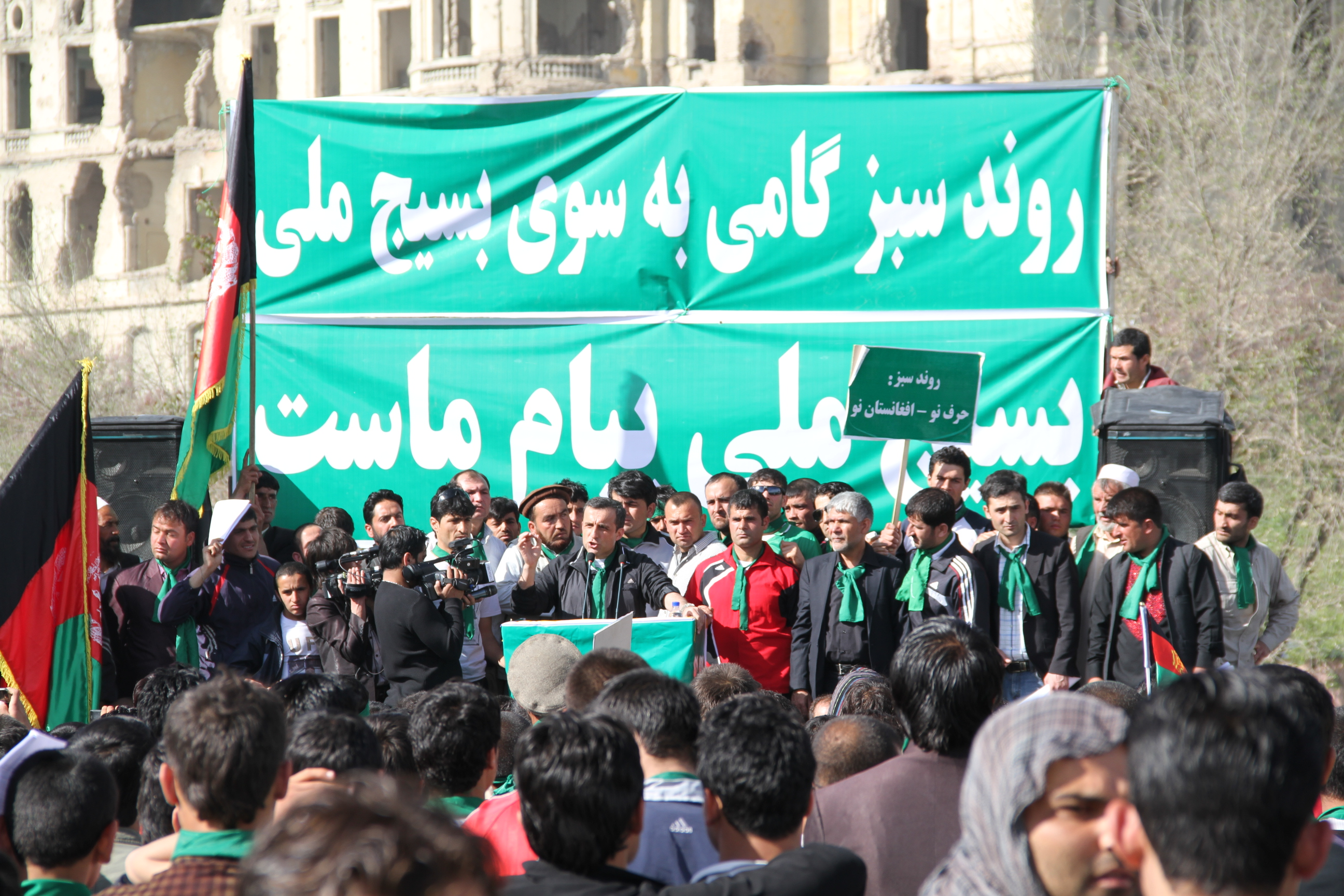
Амрулла Салех виступає на мітингу молоді у Кабулі в травні 2013 року

У грудні 2011 року Салех критикував корупцію в уряді Карзая. Салех створив багато статей з цих питань як у місцевих, так і в міжнародних ЗМІ. Він стверджував, що талібам необхідно роззброїтись і поважати афганську конституцію, перш ніж їх можна буде розглядати як сторону у діалозі для примирення.
У своїх коментарях Амрулла Салех також обговорює негативний вплив парафіяльної політики та відсутність стимулів для розвитку сил національної безпеки Афганістану. У статті для Аль-Джазіри у квітні 2012 року він написав: «Ідеалізм та віра у цінності мають вирішальне значення для зміцнення рядів оборони. Але коли сили безпеки стають свідками занепаду цінностей на рівні керівництва, стимул до самопожертви зникає».
Пояснюючи причину, чому Захід не досяг успіху в Афганістані, Амрулла наголосив на відсутності зусиль щодо створення виборчого округу проти Талібану.
3 травня 2013 року Зелений тренд організував велику демонстрацію на підтримку сил національної безпеки Афганістану (ANSF). Вона також мала на меті рохкритикувати корупцію, закликати до очищення міста та муніципалітетів. Демонстрація пройшла близ будівлі парламенту Афганістану. Хода завершилася біля історичного палацу Дарул Аман.
9 червня 2013 року на 10-му щорічному американо-ісламському форумі, організованому в Досі інститутом Брукінгс у партнерстві з Катаром, Салех виступив на пленарному засіданні під назвою «Перехідні періоди в Афганістані та Пакистані». Він попередив: «Хоча війна США проти терору може припинитися, війна між демократичними силами та екстремістськими угрупованнями в Афганістані не закінчилася через наявність терористичних угруповань, бойові дії між Афганістаном та Пакистаном та повстання талібів».

### Міністр внутрішніх справ
Президент Ашраф Гані призначив Салеха на міністром внутрішніх справ 23 грудня 2018 року. Тоді ж міністром оборони був призначений Асадулла Халід.
The New York Times повідомила, що Салех пообіцяв мінімізувати вплив польових командирів на поліцію провінції Кабул. Салех та генерали вжили таких заходів, як захоплення транспорту, що належать політикам. Крім того було заборонено використання озброєних охоронців на пікапах, які слідкують за політиками, якщо це не військові, співробітники внутрішніх справ або спецслужби.

### Віцепрезидент Афганістану
19 січня 2019 року Салех подав у відставку з посади міністра внутрішніх справ, щоб приєднатися до виборчої групи Ашрафа Гані. Після переобрання Гані Салех був призначений першим віце-президентом Афганістану.

#### Падіння Кабула
Після падіння Кабула під ударами талібів, уряд Салеха спростував чутки про те, що він переховувався в Таджикистані під час наступу талібів. ЗМІ повідомляли, що 15 серпня 2021 Салех був серед тих, хто втік із країни літаком разом з президентом Ашрафом Гані. Пізніше Салех заявив у Twitter, що «ніколи не буде під одним дахом із талібами». Він звинуватив Пакистан у підтримці Талібану.
17 серпня Амрулла Салех зустрічався з Ахмадом Масудом, сином покійного легендарного полководця антиталібів Ахмада Шаха Масуда та колишнього міністра оборони Бісмілли Хан Мохаммаді у долині Панджшир. Він стверджував, що він формує сили опору проти талібів.

## Панджшерський спротив, президент Афганістану
Від серпня 2021 року очолює панджшерський опір.
17 серпня 2021 року Салех проголосив себе тимчасовим президентом Афганістану відповідно до ст. 60 і 67 Конституції Афганістану, які передбачають, що перший віцепрезидент бере на себе обов'язки президента за його відсутності. Він також розкритикував президента США Джо Байдена та НАТО, пояснивши, що «афганці мають повинні довести, що Афганістан — це не В'єтнам, а таліби — це навіть віддалено не В'єтконг. На відміну від США та НАТО, ми не втратили духу і не бачимо величезних можливостей попереду».

## Сім'я
- Рохулла Салех — старший брат. Його було вбито талібами після захоплення країни у вересні 2021 року[27].